# 伊藤悌治
伊藤 悌治（いとう ていじ、1858年8月4日（安政5年6月25日） - 1919年（大正8年）12月18日）は、明治から大正時代の司法官。大審院判事。位階および勲等は従三位・勲二等。

## 経歴
士族・大矢益彦の二男として越後新発田藩領蒲原郡中高井村（新潟県中蒲原郡中高井村、根岸村、白根町、白根市を経て現新潟市南区）に生まれ、12歳の時北蒲原郡水原町（現在の阿賀野市）の伊藤退蔵の養子となる。。1883年（明治16年）7月、東京大学法学部を卒業し、判事となり、。東京始審裁判所刑事公判および会議局に職を得た。翌年仙台始審裁判所詰めとなる。1886年、東京控訴院評定官を経て、1892年（明治25年）東京控訴院部長なった。ついで1894年（明治27年）大審院判事に任じられ、民事部長兼文官試験委員。晩年は官を辞し、中央大学で法律学を教授し、神道を信仰した。墓所は雑司ヶ谷霊園にあり、川面凡児の撰文、橋野正清の書による。

## 親族
- 娘婿：鈴木英男（台湾総督府法院判官）[3]